# Achacy Szpot

Herb Szpotów

Achacy Szpot z Krajowa herbu Łabędź – starosta nowski w latach 1519–1521. 
Achacy Szpot był synem wojewody pomorskiego Mikołaja Szpota i bratem Anny Szpotówny – żony starosty i podkomorzego Michała Żelisławskiego. Achacy po śmierci ojca otrzymał starostwo nowskie, co zostało potwierdzone 17 sierpnia 1519 przez króla Zygmunta Starego.